# Chushi Fanqi
Chushi Fanqi (chiń. 楚石梵琦, pinyin Chǔshí Fànqí; ur. 1296, zm. 1370) – chiński mistrz chan z linii Dharmy Dahui Zonggao i poeta, który również praktykował nauki Szkoły Czystej Krainy.

## Życiorys
Pochodził z prowincji Zhejiang, z Xiangshan w Ningbo, z rodziny Zhu. Matka pochodziła z klanu Zhang. Jego przydomek to Tanyao (昙耀).
Już w dzieciństwie usłyszał u buddzie Amitabhie i Zachodnim Raju. Każdego ranka recytował imię buddy dziesięciokrotnie.
W wieku 9 lat wstąpił do klasztoru Yongzuo i ogolił głowę. Jego nauczycielem został Jingxun. Podczas czytania Sutry Śurangamy doświadcza oświecenia.
Po pewnym czasie udał się na górę Jing, gdzie praktykował u mistrza Yuansou (1254-1341) znanego także jako Xingduan. Wkrótce dekretem cesarskim został wezwany do północnej stolicy, aby transkrybować kanon buddyjski. Pewnego wieczoru usłyszał dźwięk bębnów z Zachodniej Wieży i osiągnął wielkie oświecenie. Napisał wtedy wiersz:
Uderzenia bębna rozbrzmiały za bramą Chongtian,
Spontanicznie wszechświat rozdzielił się i zapadł.
Zebrałem płatki śniegu z rozgrzanego pieca;
A przecież jest lód na Żółtej rzece w czerwcu.
Powrócił na górę Jing, aby oddać szacunek mistrzowi Yuansou, który potwierdził jego oświecenie.
Następnie został opatem takich klasztorów jak Fuzhen, Yongzuo i Benjue w powiecie Jiaxing. Cesarz nadał mu tytuł Mistrz chan Fori Puzhao Huibian (Słońce Buddy Powszechnego Oświecenia, Mądrości i Elokwencji).
Po jakimś czasie został opatem kolejnych klasztorów: Bao’en, Guangxiao i Tianning.
Pod koniec życia udał się do klasztoru Yongzuo, gdzie wybudował sobie chatkę i nazwał ją Zachodnim studiem. Skupił się wtedy na praktykach Szkoły Czystej Krainy. Pewnego razu, gdy był w stanie samadhi, zobaczył wielki kwiat lotosu, który zajmował całą przestrzeń Krainy Dharmy. Na lotosie siedział budda Amitabha i emitował światło spomiędzy brwi. Po jego lewej i prawej stronie asystowali mu bodhisattwa Guanyin i bodhisattwa Wielkiej Mocy. Otaczało ich morze innych bodhisattwów.
Zaczął wtedy pisać wiersze o Czystej Krainie. W tym czasie trzykrotnie został poproszony przez nowego cesarza Hongwu z Mingów do wykładów na temat Dharmy Buddy, które zostały przyjęte z zadowoleniem.
Następnie mistrz zajmował się kompilacją sutr i śastr przebywając w klasztorze Tianjie. Gdy miał swoją pracę przedstawić cesarzowi, nagle zachorował. W cztery dni później napisał wiersz:
Prawdziwa natura jest doskonała i olśniewająca;
Zasadniczo nie ma tworzenia czy zanikania.
Drewniany koń rży nocą,
A słońce wschodzi na zachodzie.
Następnie powiedział do mistrza chan E Mengtanga: „Bracie dharmiczny, odchodzę”. Mistrz E spytał: „Gdzie idziesz?” Fanqi odparł: „Na zachód”. Mistrz E spytał: „Czy Budda jest tylko na zachodzie? Nie ma Buddy na wschodzie?”. Fanqi zaśmiał się i zmarł.
Po kremacji znaleziono liczne relikwie (śarira), ale zęby i język mistrza pozostały nienaruszone.
Kilku mistrzów, takich jak np. Lingfeng Ouyi czy Lianchi na wieść o jego śmierci poświęciło mu wiersze.